# Steve O'Donnell
Steve O'Donnell (Cleveland, 19 de julio de 1954) es un guionista de televisión estadounidense. Ha trabajado en varias series televisivas, entre las que se incluyen Los Simpson, Seinfeld, The Chris Rock Show y Late Night with David Letterman.

## Biografía
Nació en Cleveland, Ohio, y se graduó de Bachiller en Artes de la Universidad Harvard en 1976. También estudió Historia estadounidense en la Universidad de Columbia y en la Universidad de Carolina del Norte en Chapel Hill. 
Trabajó en el programa de David Letterman prácticamente desde el principio. Inventó la "Lista de los diez mejores programas nocturnos" cuando era el principal guionista del programa y la escribió en colaboración con sus compañeros escritores. Más tarde, participó en la redacción de varios libros de la misma temática basados en el programa.
Ha sido el guionista principal de Jimmy Kimmel Live desde la primera emisión del programa, en enero de 2003. En ocasiones aparece como actor en algunos cortos cómicos del programa.
Es el hermano gemelo idéntico de Mark O'Donnell. Mark es el coguionista del musical de Broadway Hairspray y obtuvo un Premio Tony por ese trabajo.
Ha ganado Premios Primetime Emmy en la categoría de "Guion destacado en un programa de variedades o música" en cuatro ocasiones: por Late Night with David Letterman en 1984, 1986 y 1987, y por The Chris Rock Show en 1998.

## Episodios deLos Simpson
O'Donnell ha escrito dos episodios de la serie de dibujos animados Los Simpson.
- All Singing, All Dancing
- The Joy of Sect